# Xetás
Os xetá, héta, chetá, setá, ssetá, aré ou yvaparé são um grupo indígena, até recentemente considerado extinto, que tem suas origens no estado brasileiro do Paraná. No passado, eram também chamados botocudos por conta do adorno labial utilizado pelos homens após o ritual de iniciação. Apesar do termo xetá ser oficialmente usado na antropologia para descrevê-los desde 1958, ele não existe oficialmente na língua do grupo indígena. O único dos termos que existe em sua língua é o hetá (muito [a, os, as], bastante), mas ele não é usado para a autoidentificação.
Seu território tradicional é no noroeste do Paraná, na Serra dos Dourados, especialmente ao longo do rio Ivaí e seus afluentes. Atualmente, entre os municípios que estão em seu território, estão Umuarama, que é o principal deles, seguido de Cruzeiro do Oeste, Icaraíma e Douradina.
Os oito remanescentes do massacre ocorrido nas décadas de 1950/60 na região da Serra dos Dourados Distrito de Umuarama (Paraná) deram origem a aproximadamente 25 famílias, todos ligados por parentesco, dispersos pelos estados do Paraná, Santa Catarina e São Paulo. Atualmente, após peranbularem em locais como o Rio das Cobras e Marrecas, os xetás remanescentes estão em Kakané Porã, em Curitiba, ondem também vivem indígenas guaranis e kaingang.
Os xetá foram a última etnia do estado do Paraná a ter seus territórios expropriados. Na década de 1940, frentes de colonização devastaram a mata nativa para a plantação de café, massacrando-os drasticamente. No final dos anos 1960, notícias oficiais acusavam seu "extermínio", com vistas à regularização fundiária da região de Umuarama e Campo Mourão, território tradicional dos Xetá, vendido pelo Estado aos novos colonos sob a promessa de uma terra fértil. O argumento da fertilidade do solo hoje não se sustenta, já que o Arenito Caiuá (formação geológica da região) aliado à degradação ambiental causa a erosão, o empobrecimento do solo, entre outros agravantes.

## Cultura
Os xetá usam muito a folha de bananeira no seu dia-a-dia, e constroem objetos com cera de abelha. Porém, recentemente, pela falta de matéria prima, passaram a criar objetos de madeira. Eles usam o tembetá.